# Thorelliola cyrano
Thorelliola cyrano är en spindelart som beskrevs av Szüts, De Bakker 2004. Thorelliola cyrano ingår i släktet Thorelliola och familjen hoppspindlar. Inga underarter finns listade i Catalogue of Life.